# Армия «Люблин»
Армия «Люблин» (пол. Armia «Lublin») — армия Войска Польского, участвовавшая в обороне Польши в начале Второй мировой войны.
Предвоенными планами создания этой армии не предусматривалось. Решение о создании армии было принято 4 сентября 1939 года в связи с необходимостью срочной организации обороны Вислы от Модлина до Сандомира, командующим создаваемой армией был назначен дивизионный генерал Тадеуш Пискор. Ядром новой армии должна была послужить Варшавская танково-механизированная бригада; предполагалось, что она будет усилена отходящими к Висле подразделениями армии «Прусы». В реальности же поучаствовавшие в боях подразделения армии «Прусы» настолько потеряли боеспособность, что их пришлось отводить за Вислу в район Хелма для реорганизации, армии «Люблин» достались лишь 29-я резервная пехотная дивизия и импровизированная группа «Сандомир».
Первая стычка армии с немцами произошла 8 сентября, когда передовые немецкие отряды попытались форсировать Вислу. В последующие дни немцы были заняты битвой на Бзуре и ликвидацией остатков армии «Пруссы», однако 12 сентября немцы начали наступление через Вислу, и армия «Люблин» стала отступать. Остатки армии вместе с остатками армии «Краков» 17-20 сентября приняли участие в сражении под Томашовом-Любельским и там капитулировали.